# Hardimulyo
Hardimulyo is een bestuurslaag in het regentschap Purworejo van de provincie Midden-Java, Indonesië. Hardimulyo telt 1056 inwoners (volkstelling 2010).